# Vaucluse
Vaucluse (tiếng Pháp: [voklyz]; Provençal: Vauclusa (Classical norm) hoặc r Vau-Cluso (Mistralian norm) là một tỉnh ở đông nam Pháp vùng Provence-Alpes-Côte d'Azur. Tỉnh có dân số 561.469 vào năm 2019. Lỵ sở của tỉnh là Avignon.
Nó được đặt tên theo một con suối, Fontaine de Vaucluse, một trong những suối đá vôi lớn nhất trên thế giới. Bản thân cái tên Vaucluse bắt nguồn từ tiếng Latinh Vallis Clausa ("thung lũng khép kín") khi thung lũng kết thúc bằng một mặt vách đá mà từ đó mùa xuân bắt nguồn.

## Lịch sử
Vaucluse được thành lập vào ngày 12 tháng 8 năm 1793 từ các bộ phận của Bouches-du-Rhône, Drôme và Basses-Alpes, sau đổi tên thành Alpes-de-Haute-Provence. Bộ phận nông thôn khi đó, giống như thành phố Lyon gần đó, là điểm nóng của Kháng chiến Pháp trong Chiến tranh thế giới thứ hai.

## Địa lý

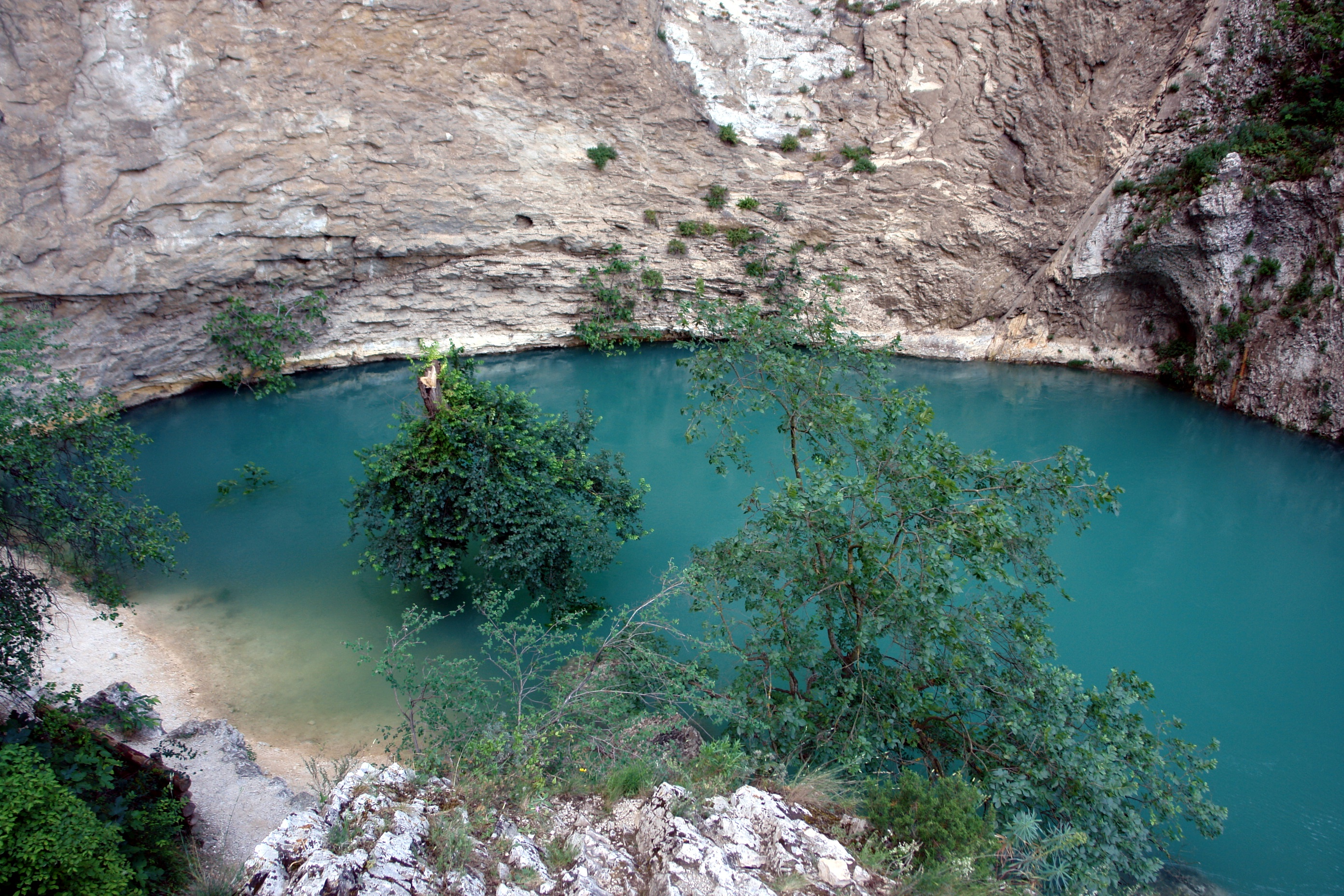
The Fontaine de Vaucluse là nguồn của Sorgue. Đặc trưng của nó là sự chuyển động đi lên của nước từ độ sâu trên 315 m.

Vaucluse giáp với Rhône ở phía tây và Durance ở phía nam. Núi chiếm một tỷ lệ đáng kể ở nửa phía đông của tỉnh, với Mont Ventoux (1.912 m), còn được gọi là "Người khổng lồ của Provence", thống trị cảnh quan. Các dãy núi quan trọng khác bao gồm Dentelles de Montmirail, Monts de Vaucluse và Luberon.
Trái cây và rau quả được trồng với số lượng lớn ở các vùng trũng thấp của tỉnh, trên một trong những đồng bằng màu mỡ nhất ở Miền Nam nước Pháp. Vaucluse có một phần tách ra khá lớn trong tỉnh Drôme, tổng của Valréas (Enclave des Papes) .
Vaucluse còn được biết đến với núi đá vôi xói mòn, bao gồm suối đá vôi Fontaine de Vaucluse mà sau này được mệnh danh là "Vauclusian Risings".

### Thị trấn chính
Xã đông dân nhất là Avignon, tỉnh. Tính đến năm 2019 có 6 xã trên 20.000 dân:
| Xã                   | Dân số (2019) |
| -------------------- | ------------- |
| Avignon              | 91,143        |
| Carpentras           | 29,236        |
| Orange               | 28,772        |
| Cavaillon            | 26,236        |
| Pertuis              | 20,557        |
| L'Isle-sur-la-Sorgue | 20,042        |

## Nhân khẩu học
Dân số phát triển từ năm 1801:

## Du lịch

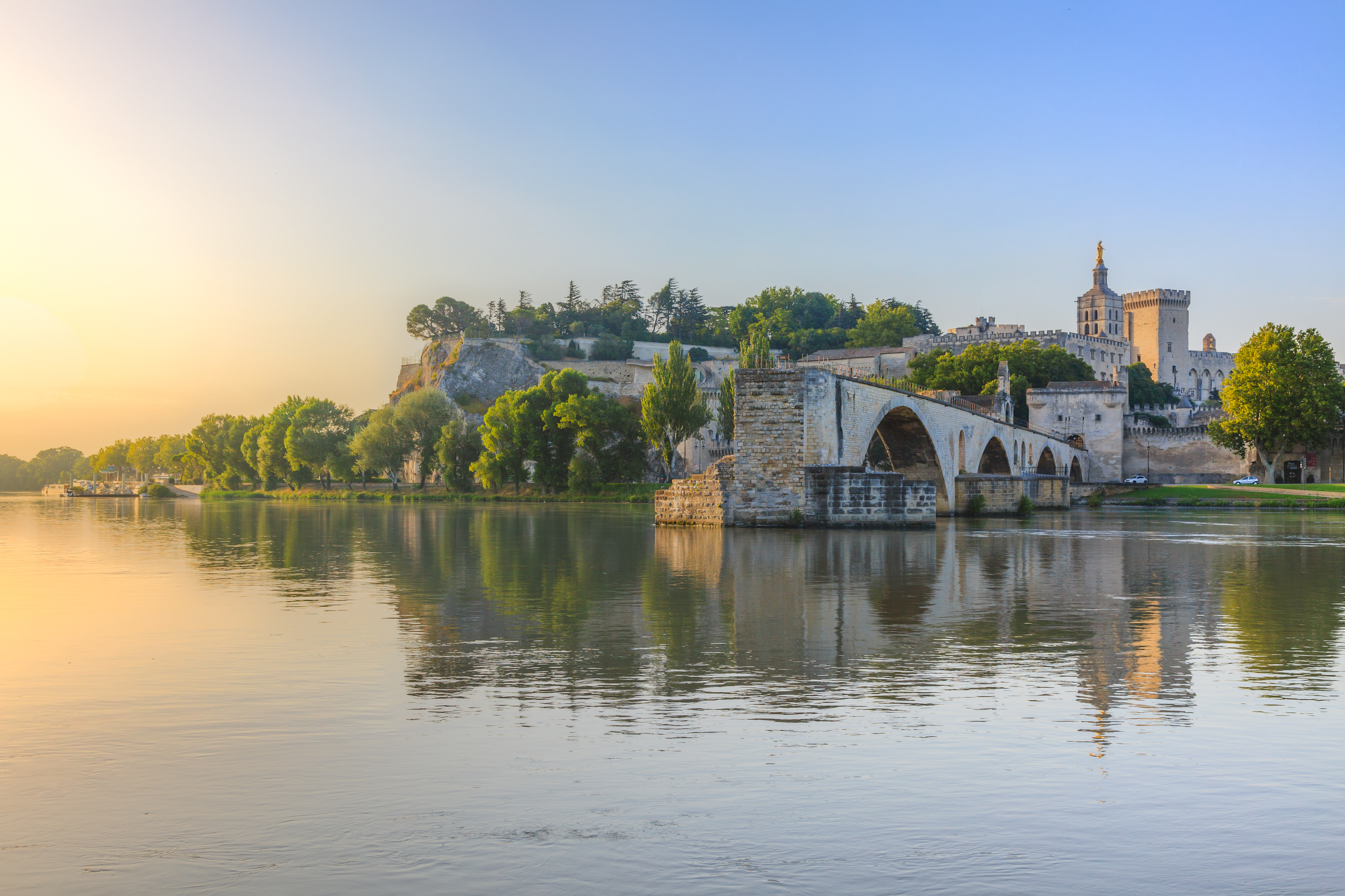
Cầu Saint-Bénezet ở Avignon
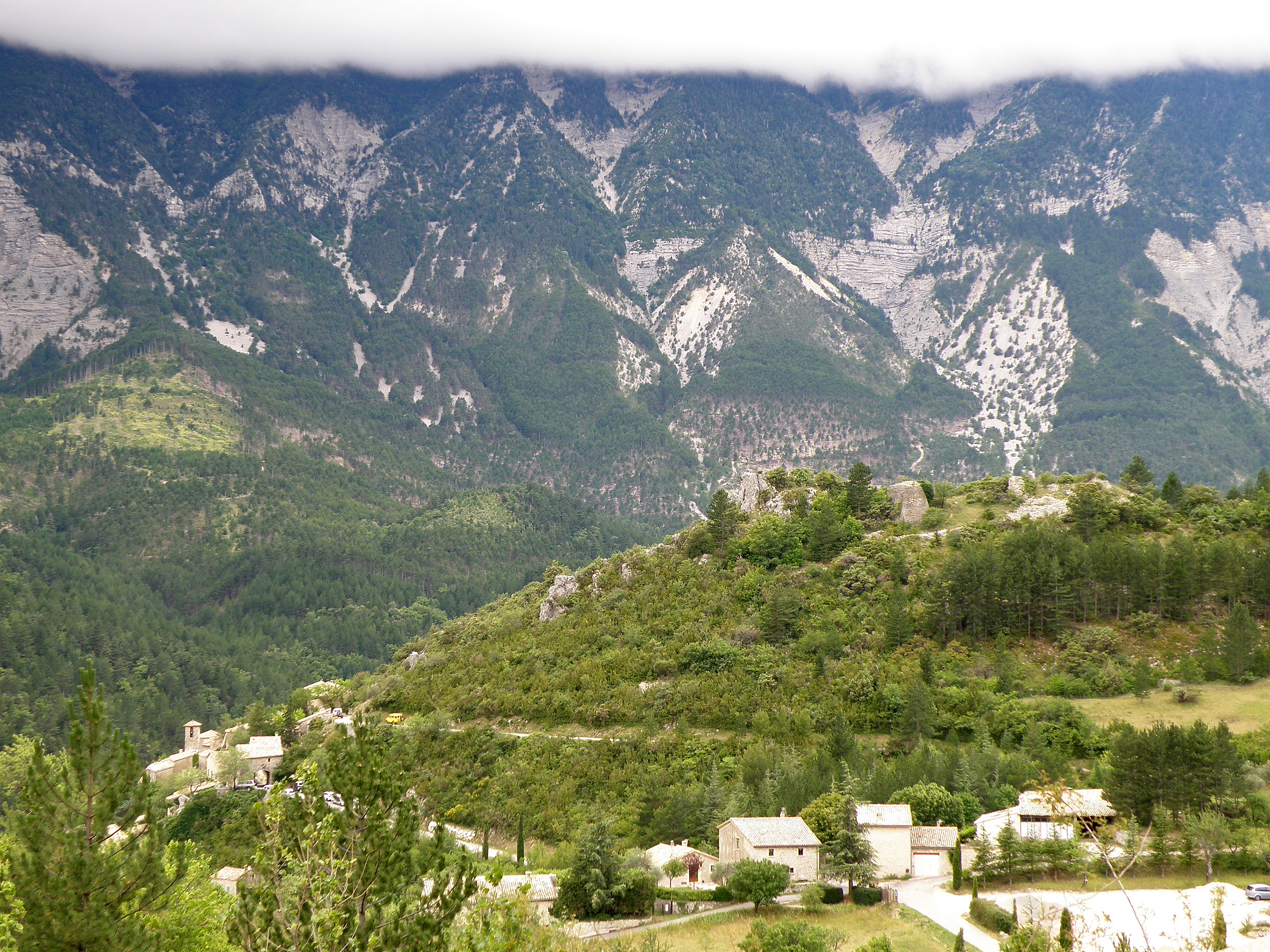
Brantes
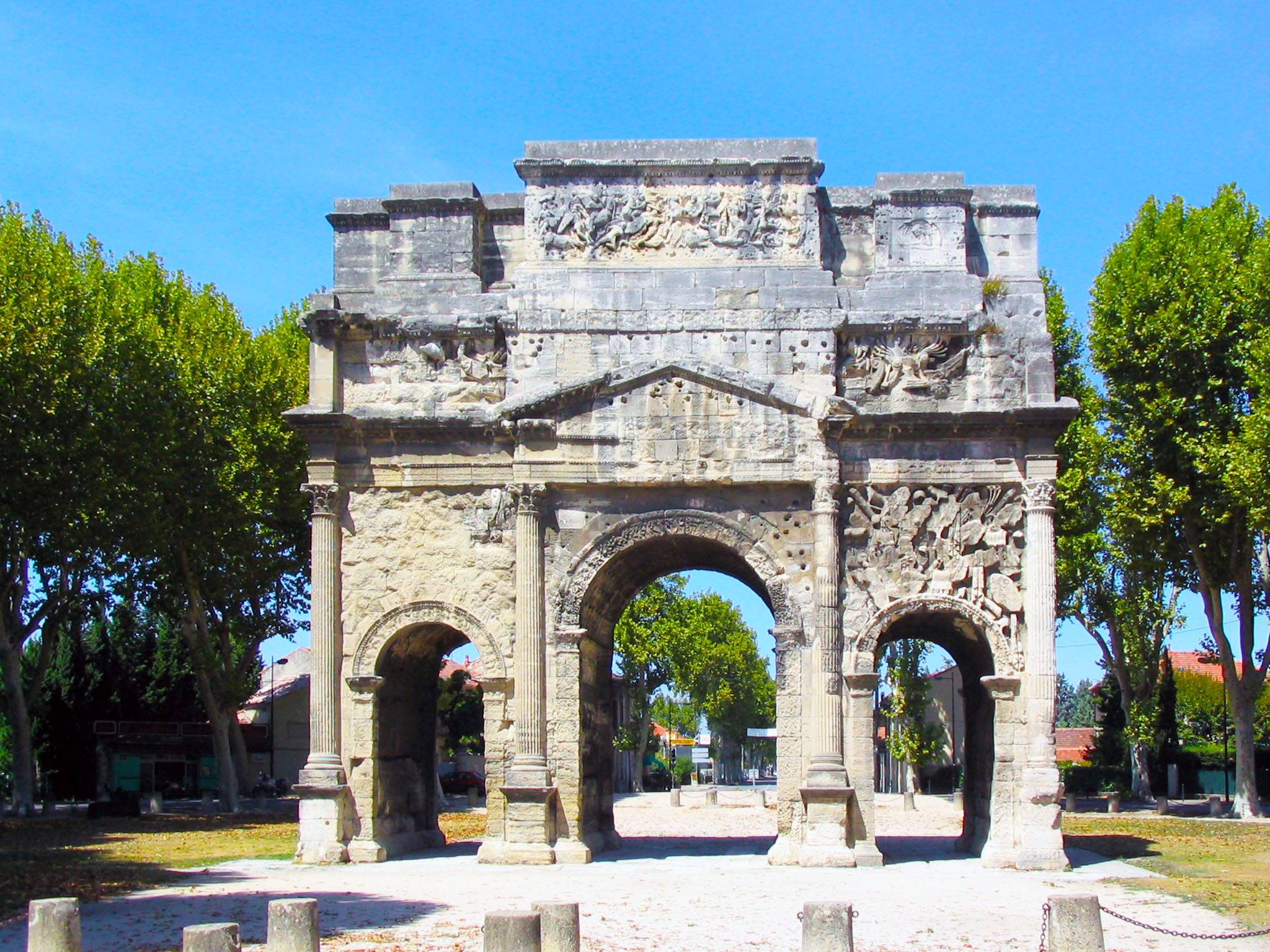
Khải hoàn môn Orange
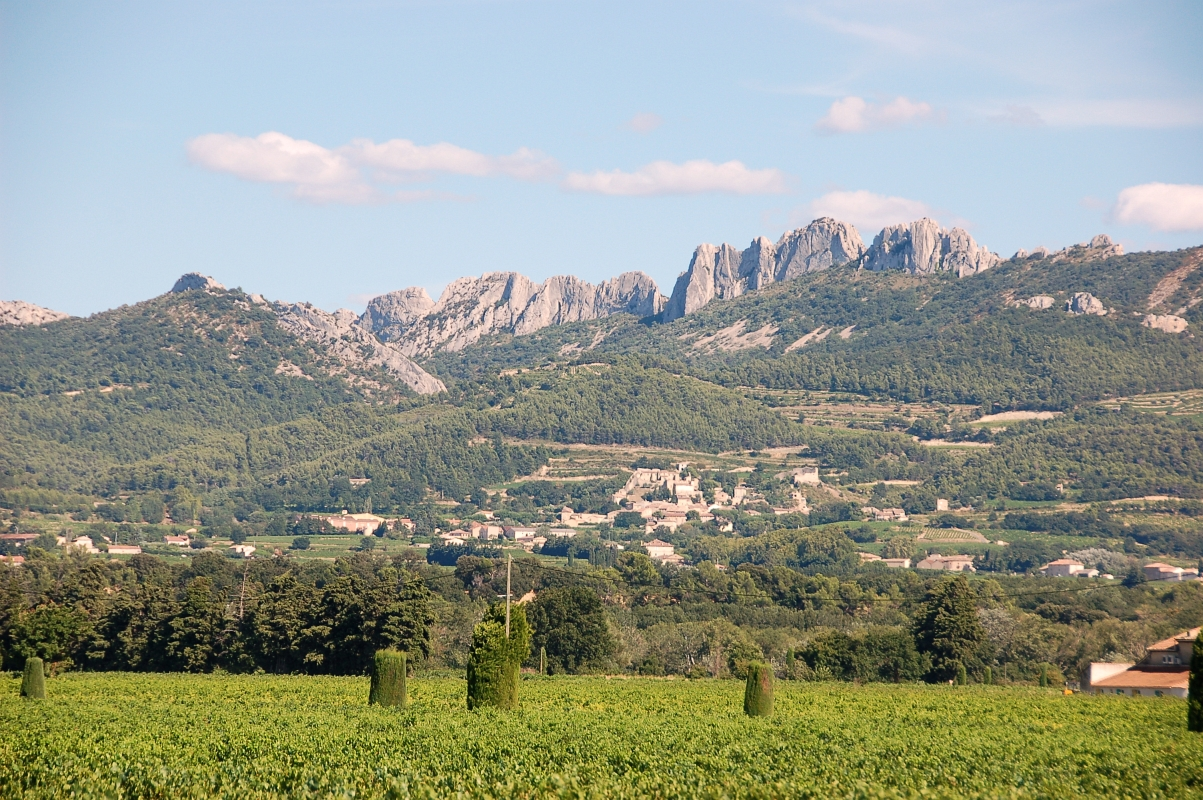
Dentelles de Montmirail